# Eisen(III)-natriumethylendiamintetraacetat
Eisen(III)-natriumethylendiamintetraacetat ist eine chemische Verbindung des Eisens aus der Gruppe der Carbonsäuresalze. Der Stoff liegt normalerweise als Trihydrat vor.

## Gewinnung und Darstellung
Eisen(III)-natriumethylendiamintetraacetat kann durch Reaktion von Natriumcalciumedetat mit Eisen(III)-chlorid in Wasser gewonnen werden.

## Eigenschaften
Eisen(III)-natriumethylendiamintetraacetat ist ein brennbarer, schwer entzündbarer, kristalliner, gelb-grüner, geruchloser Feststoff, der löslich in Wasser ist. Er zersetzt sich bei Erhitzung über Kristallwasserabspaltung des Trihydrats (Abspaltung von 2 Mol Wasser) bei 88 °C zum Monohydrat. Dieses wiederum spaltet bei 140 °C sein Kristallwasser ab. Die Zersetzung des wasserfreien Produkts erfolgt bei 211 °C.

## Verwendung
Eisen(III)-natriumethylendiamintetraacetat wird als Molluskizid verwendet. Die Verbindung wird auch verwendet, um die Hemmung von Enzymen durch Spuren von Schwermetallen zu beseitigen und um Enzyme zu hemmen, die zweiwertige Kationen als Cofaktoren benötigen. In der Verbindung liegt dreiwertiges Eisen in komplexer Bindung an Ethylendiamintetraessigsäure (EDTA) vor und eignet sich als Arzneistoff zur oralen Behandlung von Eisenmangelzuständen.